# Kryštof Hošek
Kryštof Hošek (* 3. května 1985 Praha) je český figurální sochař.

## Životopis
Kryštof Hošek absolvoval v letech 2001–2005 Výtvarnou školu Václava Hollara v Praze a poté studoval na Akademii výtvarných umění v Praze v ateliéru figurálního sochařství (v přípravce AVU studoval u Ak. soch. Petera Orieška).

## Dílo

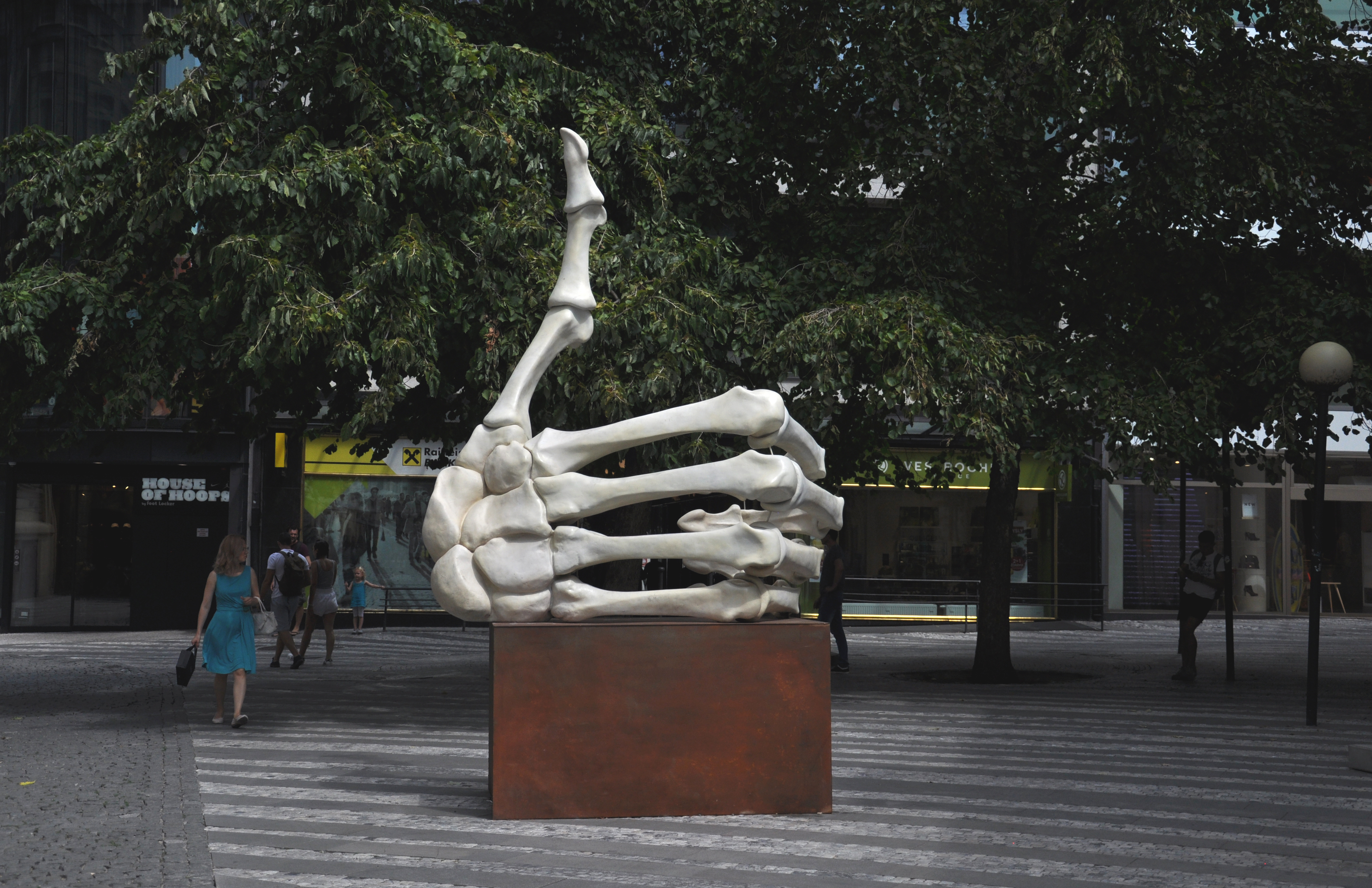
Lajk, 2018

Kryštof Hošek dokáže pracovat s monumentálním měřítkem a velkorysým vnímáním prostoru, ale společným rysem jeho děl je především svrchovaná modelační jistota a silná obsahová složka, vyjadřující často jednoznačný a nekompromisní postoj tvůrce.
S jeho odlehčeným portrétem Václava Havla ve svetru se setkávají návštěvníci v Letovicích (2016). Havlův portrét byl i Hoškovým příspěvkem do dražby na pomoc Ukrajině.
Renesanční pojetí humanistické věcnosti se v Hoškových plastikách polemicky konfrontuje s expresivní plastičností, připomínající halucinační vize či sžíravě satirické grotesky. S respektem k velkému odkazu umění minulosti převedl do sochařského tvaru Caravaggiova Vítězného Amora (2011), ale chlapec s půvabnou tváří skrývá za zády ruku s pistolí. Jeho sochařské komentáře současnosti jsou přes humorný nadhled často velmi nekompromisní a ostré. To se týká zejména sochařských objektů s politickým podtextem Národ sobě, 2013  a Poserství míru, 2014.
V přímém dialogu s okolním prostředím instaluje svou monumentální tvorbu, jejímž prostřednictvím kriticky reflektuje současnou společnost. S tématem Vanitas souvisejí jeho monumentální, téměř sedmimetrové variabilní skulptury kostry lidské ruky, které umožňují znázornit nejrůznější gesta od „Lajku“ ze sociálních sítí (Lajk, 2018) až po symbol vítězství k připomenutí 30. výročí Sametové revoluce (Victory, 2019). Podle Hoška je „Kostlivá Viktorka“ symbolem toho, že, jakkoli ohlodané, ideály Sametové revoluce tu stále jsou. Gesto lze číst i přesně naopak, jako zkostnatění toho, co „véčka“ kdysi představovala. Gesto ruky v plastice There is more má souvislost se známým obrazem Leonarda da Vinciho, ilustrujícím první verš evangelia podle Jana, kde Svatý Jan Křtitel ukazuje prstem nahoru k nebi.
Pro společnou výstavu s Peterem Orieškem v Museu Kampa, nazvanou Soma Sema (Tělo jako vězení ducha, 2020–2021) vytvořil Kryštof Hošek site specifik instalaci v podobě monumentálních krys, které mohou být metaforou lidského konání. Název souboru Revolution evolution však odkazuje k dystopii posthumánního světa, k němuž člověk spěje vinou absence sebereflexe toho, jak plundruje přírodu i planetu. Představa světa ovládaného obrovskými krysami v divákovi vyvolává lehké mrazení. V kontextu pandemie covidu získala díla další rozměr a dávají podnět k zamyšlení nad současným světem.

V českém umění 20. století je často skrytý obsah a tak i díla, která připomínají světový minimalismus či abstrakci mají většinou silný literární, či metaforický podtext. Platí to také pro domácí figuraci, která je často spojena s ironií a nadsázkou. Kryštof Hošek obě tyto linky následuje a rozvíjí zajímavým inspirativním způsobem.

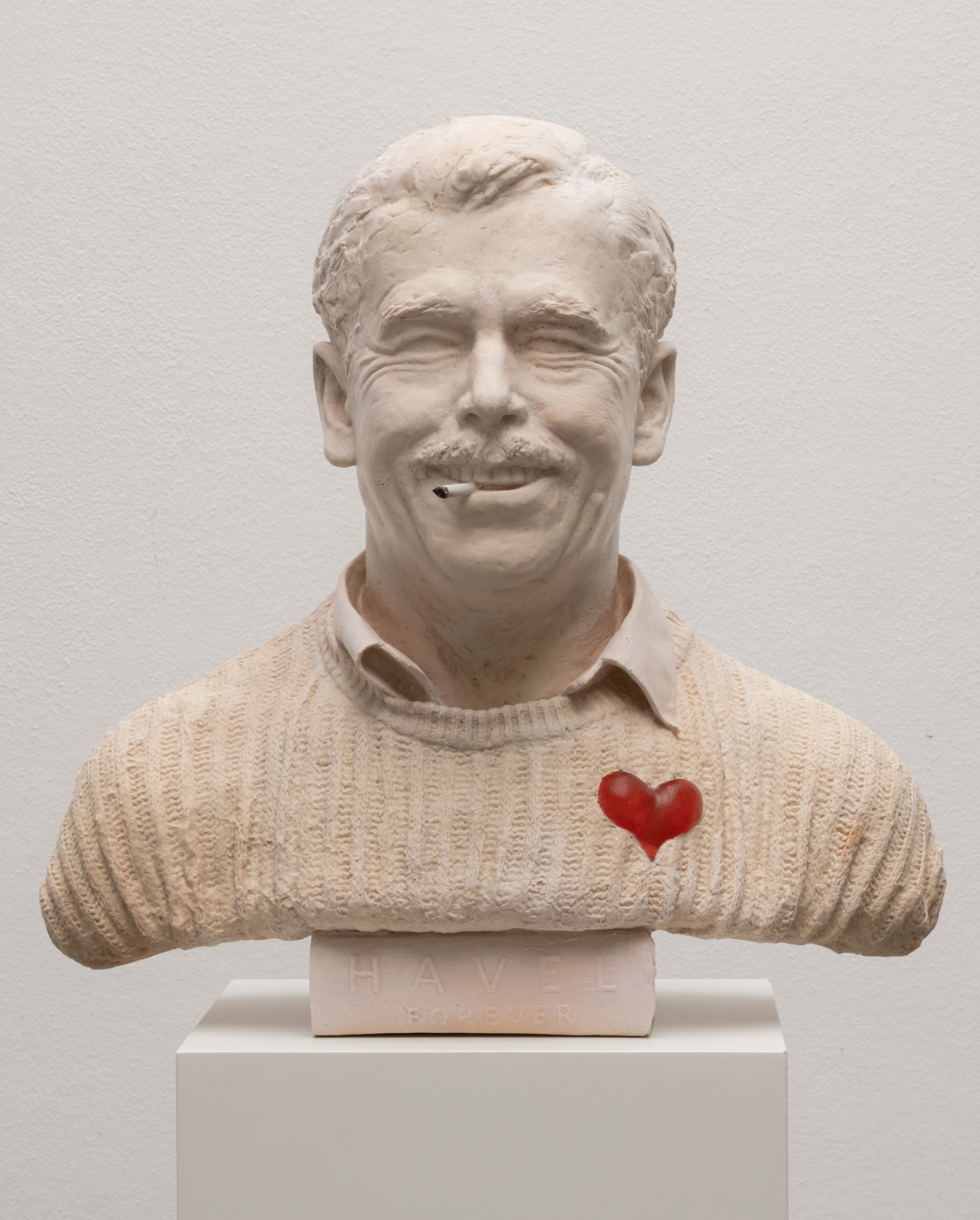
Havel forever, 2016
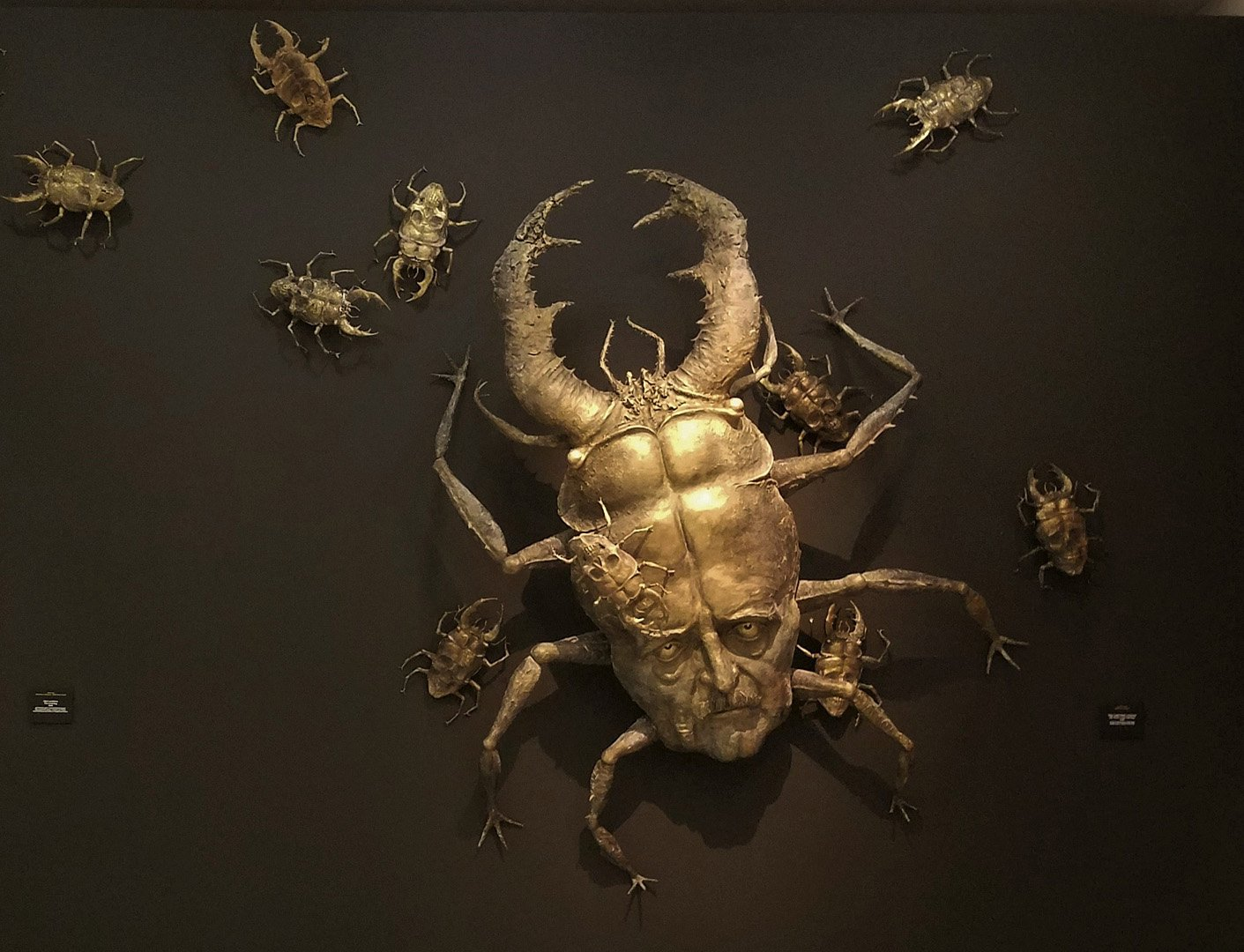
Big Mother (the Gold Bug), 2020
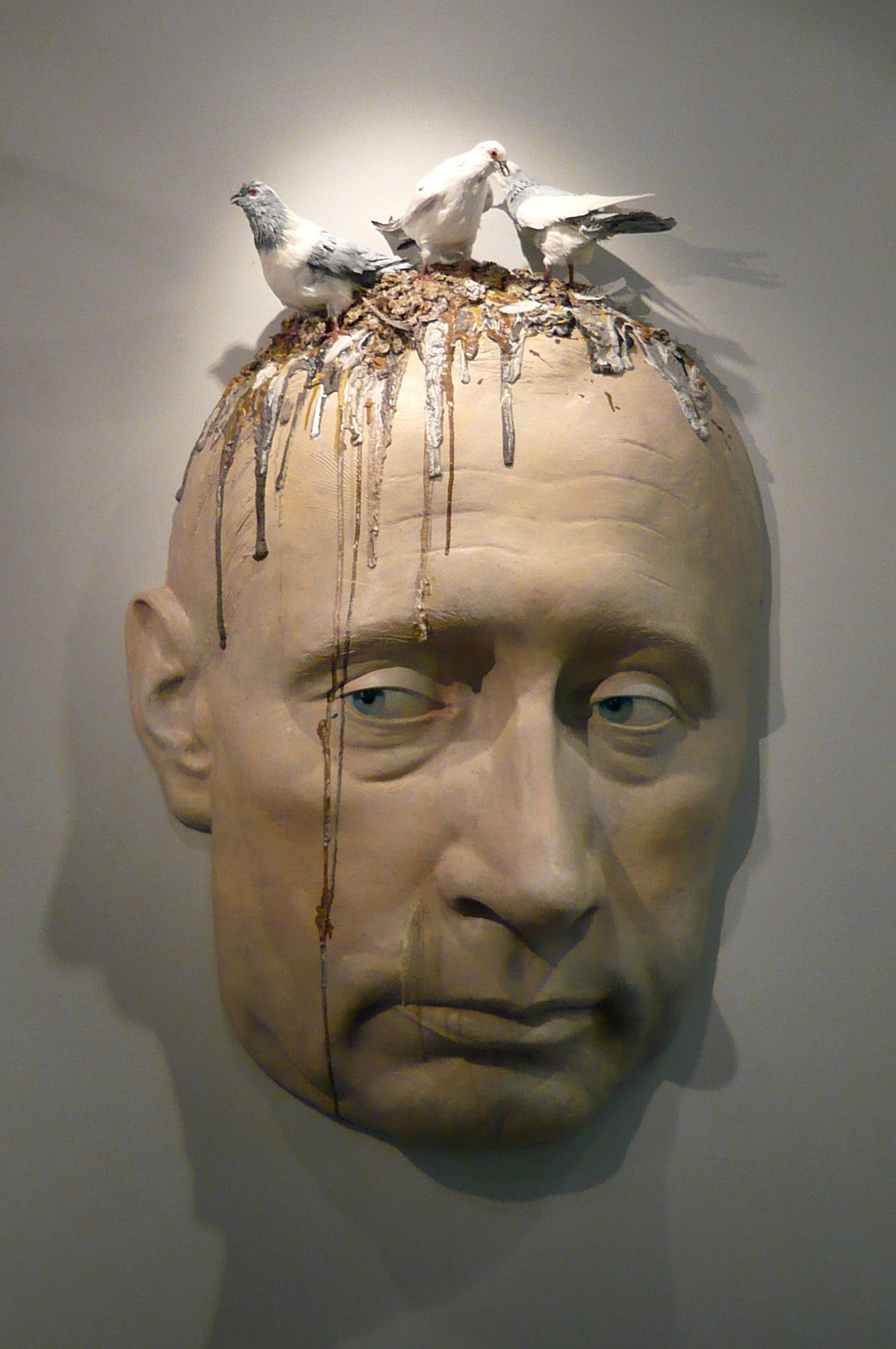
Poserství míru, 2014

### Výstavy

#### Autorské
- 2023 Ratus suprematus, Slavonice
- 2022 Revolution Evolution!, Severočeská galerie výtvarného umění v Litoměřicích[15]
- 2020-2021 Soma sema, Museum Kampa (s Peterem Orieškem)
- 2019 Victory, instalace k 30. výročí Sametové revoluce, Jungmannovo nám., Praha
- 2019 Sochy, Angloamerická univerzita, Praha

- 2017 The Plastic Women of the Universe, Galerie Peron

#### Kolektivní (výběr)
- 2021-2025 Gask pod širým nebem, Gask (Galerie Středočeského kraje), Kutná Hora
- 2023 Art Prague, Clam-Gallasův palác, Praha

- 2022 Not only white, ze sbírky O. Th. Uttendorfsky, White gallery, Osík u Litomyšle

- 2022 Nazí/Přirozeně, SGVU (Severočeská galerie výtvarného umění), Litoměřice

- 2020-2021 Soma Sema: Peter Oriešek/ Kryštof Hošek, Museum Kampa, Praha
- 2020-2021 Vanitas, centrum současného umění DOX, Praha
- 2020 Sen ve snu, Edgar Allan Poe a umění v českých zemích, Národní galerie v Praze
- 2018 REALITY SHOW, galerie Arcimboldo, Praha
- 2018 Sculpture Line – letní festival soch ve městě Praha (socha Lajk)
- 2017 The Art Of Making Catastrophe, Zoya Museum Bratislava
- 2017 Vášeň, The Chemistry gallery, Praha
- 2017 Venture on, Forum Karlín, Praha
- 2016 UNIVERSUM, Piazetta Národního divadla

- 2015 Masa, The Chemistry gallery
- 2015 Et Cetera, Museum Maxxi, Řím[1]

- 2014 Peace please! Artinbox gallery Praha

- 2013 MEAM, Museu Europeu d´Art of Modern, Barcelona[1]
- 2013 Kdo lže, krade…? aneb: Jak zvítězit nad lží a nenávistí, Artinbox gallery Praha
- 2013 Art Prague, Kafkův dům, prezentace v rámci The Chemistry gallery
- 2011 Diplomanti AVU 2011, Karlín Hall
- 2009 Definice krásy, Galerie spolku Mánes – Diamant

### Realizace (výběr)
- 2016 Busta Václava Havla, Letovice[16]
- 2012 Portrétní busta Arciopata Anastáze Opaska, Košice u Kolína[17]
- 2012 Pamětní deska Milana Paumera, zámek Poděbrady[18]